# Martín Perfecto de Cos
Martín Perfecto de Cos (Veracruz, 1800 – Laredo, 1854) è stato un generale messicano.

## Biografia
Figlio di un avvocato, entrò nelle forze armate messicane diventando generale. Sposò Lucinda López de Santa Anna, la sorella di Antonio López de Santa Anna.
Arrivò nello stato del Texas, il 21 settembre 1835 capeggiando 500 soldati. Avrebbe dovuto dare man forte al colonnello Domingo de Ugartechea, posto a capo della divisione di San Antonio che intanto venne sconfitto a più riprese. Quando poi Cos arrivò nella città reclutò altri uomini arrivando a contarne 650.
Guidò i soldati all'assedio di Bexar (San Antonio, 12 ottobre - 11 dicembre 1835) dove alla fine venne sconfitto dal generale Edward Burleson. Il trattato seguente firmato da entrambi era composto da 18 punti dove fra le altre cose si prevedeva il rilascio dei prigionieri di entrambe le fazioni, il soccorso di ogni soldato ferito o malato da parte dell'esercito vincitore e la consegna di ogni munizione e soldi al generale Burleson.
Il 24 aprile 1836 venne sconfitto insieme al suo battaglione e fatto prigioniero dai colonnelli texani Sidney Sherman e Edward Burleson a San Jacinto.